# Fabienne Blineau
Fabienne Blineau est une femme politique française, née le 28 octobre 1971 à Nantes. Elle a été conseillère consulaire Liban-Syrie et conseillère à l'Assemblée des Français de l'étranger entre 2014 et 2021 et a suscité la polémique pour sa proximité avec des cadres du régime syrien et son relais de la propagande du régime de Bachar el-Assad.

## Biographie
Fabienne Blineau naît le 28 octobre 1971 à Nantes. Ses parents sont Jean Paul et Marie-Luce Blineau. De 1990 à 1995, elle est préparatrice en pharmacie à Nantes et la Déléguée des Jeunes RPR du département de Loire-Atlantique. De 1995 à 1997, elle est responsable des fédérations au sein de l’équipe nationale des Jeunes du RPR présidée par Benoit Apparu. De ce fait, la politique l'intéresse de plus en plus.
Elle a en effet commencé en politique à 16 ans, au Rassemblement pour la République. En 2006, elle est élue déléguée de la fédération de l'Union pour un mouvement populaire au Liban.
Elle est la suppléante d'Alain Marsaud, élu, à la suite des élections législatives de 2012, député de la 10e circonscription des Français établis hors de France.
En mai 2014, elle est élue conseillère consulaire au Liban et en Syrie, puis en juin conseillère à l’Assemblée des Français de l'étranger sur la zone Asie centrale et Moyen-Orient. Elle est membre de la commission commerce extérieur, emploi, développement durable, et vice-présidente du groupe ADCI. Elle est présidente de l'association « Les Enfants du Levant » qui apporte un soutien logistique, financier et moral aux enfants du Levant, à des associations humanitaires, des écoles ou des individus qui contribuent au bien-être de l'enfance au Liban et en Syrie,.
Elle s'est depuis retirée de la vie politique et travaille au sein de l’entreprise Bpifrance.

## Vie privée et polémiques
Elle a été l'épouse du député libanais Simon Abiramia, dont le parti, pro-syrien, est allié avec le Hezbollah. Le discours de son époux, qui est selon L'Obs « sinon favorable au moins consensuel envers » le régime syrien, suscite en 2012 la colère de certains franco-libanais, dont l'un déclare lors des élections législatives concernant la dixième circonscription des Français de l’étranger au Liban : « Compte tenu de la répression actuelle du régime syrien contre son peuple, cela me pose problème de voter pour la femme d’une telle personne ». Fabienne Blineau se défend en affirmant que les positions politiques de son mari n’ont jusqu’à présent jamais influencé sa pratique politique. Alain Marsaud défend également le choix de Fabienne Blineau comme suppléante aux élections législatives de 2017. L'Obs rapporte que Fabienne Blineau déclare être « clairement opposée au régime syrien ». Pour Nicolas Hénin, ces déclarations sont « des précautions de langage distillées pour la forme », et il affirme, « ces gens ont un sentiment d’impunité. Ils ne voient aucun problème à s’afficher avec le régime syrien ». En 2016, Fabienne Blineau publie une photographie de sa rencontre avec le grand mufti du pays Ahmad Badreddin Hassoun — soutien de Bachar el-Assad qui avait menacé l'Europe d'attentats — et de députés UMP qui ont rencontré le président syrien Bachar el-Assad,.
Elle se sépare de son mari Simon Abiramia en 2017. Ils ont eu trois enfants ensemble.
En 2017, Fabienne Blineau affirme se rendre en Syrie une fois par mois dans le « cadre de ses missions d’assistance aux ressortissants français », dont elle estime le nombre resté sur place « à près d’un millier (surtout des binationaux), qu’on a laissés tomber ». Le Monde considère qu'il s'agit d'un « investissement d’apparence louable, mais qui éclaire une facette de l’activisme des réseaux français prorégime en Syrie ». Fabienne Blineau soutient le lycée Charles-de-Gaulle à Damas par ses propres moyens, après que la réserve parlementaire, qui permettait à certains députés français de financer le lycée, a été supprimée en août 2017. Elle déclare au sujet de ses venues en Syrie : « Depuis Beyrouth, je m’appelle 'la caravane consulaire'. À chaque fois que je viens, c’est le système D. Dans mes petits sacs, je ramène plein de choses qui peuvent être aussi alimentaires. » Fabienne Blineau apporte aussi des dollars ou des euros en espèces, car l’embargo visant la Syrie interdit d'utiliser la monnaie syrienne. Le Monde signale que, en dépit de son appellation de « lycée français », le lycée Charles-de-Gaulle ne fait plus partie du réseau de l’Agence pour l’enseignement français à l’étranger depuis 2011 - qui lui a retiré sa convention après le rapatriement des fonctionnaires français, même si elle maintient des liens pédagogiques avec la structure ».
Alors qu'elle participe, aussi en 2017, à la campagne de François Fillon au Liban, Fabienne Blineau est critiquée pour ses liens avec le régime syrien. Fabienne Blineau a posté sur Facebook une photo d'elle avec Houda Armanazi, la femme d'Amr Najib Armanazi, directeur du Centre d'études et de recherches scientifiques Syrie (CERS), chef du programme d'armes chimiques et biologiques syrien, sous sanctions internationales,. Cette photographie est issue d'une soirée où elle avait invité des personnalités du cercle Assad, dont Hala Chawi, amie personnelle d'Asma el-Assad, ainsi que Houda et Amr Armanazi, et également des Français, dont Alexandre Goodarzy et Béatrice Challan-Belval, chefs de mission en Syrie de SOS Chrétiens d'Orient et  Pierre Le Corf,. Selon l'Express, ce genre de soirée n'est pas isolé et montre la réalité d'une petite communauté française en Syrie qui fréquente « assidûment les premiers cercles du régime » et « soutient obstinément le pouvoir en place », relayant sa « propagande, martelant qu'Assad est le « seul rempart contre le terrorisme islamiste » », quitte à s'afficher auprès de « criminels de guerre ». Fabienne Blineau s'est fait photographier aux côtés de soldats du régime syrien venant de reprendre Alep « au terme de quatre années de bombardements et de victimes civiles et militaires », et elle « abreuve » les réseaux sociaux de preuves de sa proximité avec des cadres du régime. Pour l'Express, elle fait « partie d'un réseau de Français qui relaient la propagande de Bachar el-Assad »,.